# Hokkaido Broadcasting

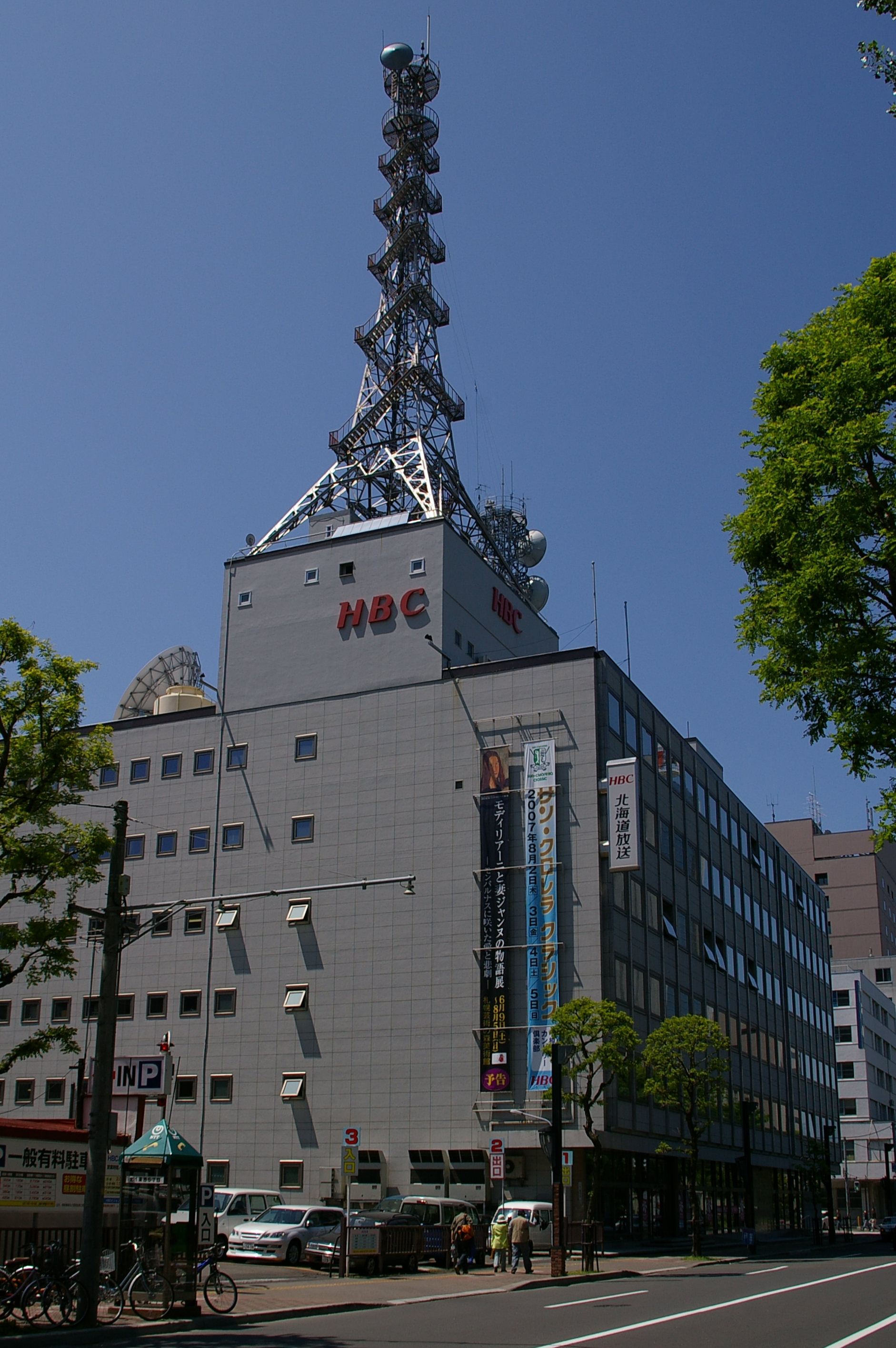
Hokkaido Broadcasting

Hokkaido Broadcasting Co.,Ltd (北海道放送株式会社?, Hokkaido Hōsō Kabushiki-gaisha, altresì nota come HBC) è un'emittente televisiva giapponese con sede a Hokkaidō. È affiliata alla Japan News Network.